# 후지오카 사야카
후지오카 사야카(일본어: 藤岡 沙也香 ふじおか さやか[*], 1988년 6월 9일 - )는 일본의 배우이다. 전 다카라즈카 가극단 하나구미 여역이다.
이바라키현, 이타코시립 히노데 중학교 출신이다. 키 161cm, 애칭은 "히메카"이다. 재단 시기의 예명은 츠키노 히메카(月野 姫花)이다.
소속사는 LIBERA이다.

## 약력
2004년, 다카라즈카 음악학교에 입학하였다.
2006년, 다카라즈카 가극단 92기생으로 입단. 입단 당시 성적은 37번. 소라구미 공연 「NEVER SAY GOODBYE」로 츠키노 히메카(月野 姫花)로써 초무대. 그 후, 하나구미에 배속되었다.
2008년, 바우 워크샵 「푸른 입맞춤」으로 바우홀 공연 첫 히로인을 맡았다. 입단 2년차에 발탁되었다.
2012년 3월 18일, 「부활／캐논」 도쿄 공연 천추락을 기해, 다카라즈카 가극단을 퇴단하였다.
퇴단 후, 2013년부터 본명인 후지오카 사야카(藤岡 沙也香)로 개명하고, 예능 활동을 재개했다.